# Eleccions al Parlament Europeu de 1999 (Espanya)
Les eleccions al Parlament Europeu de 1999 a Espanya van tenir lloc el 13 de juny d'aquest any de forma simultània a les eleccions autonòmiques i municipals. La representació espanyola al Parlament Europeu es va mantenir en 64 eurodiputats.
D'acord amb el que disposa la Llei Orgànica 5/1985, de 19 de juny, del Règim Electoral General (article 214), existeix una única circumscripció electoral sense llindar electoral (percentatge mínim per a ser adjudicatari d'escons; en les generals espanyoles és del 3%). Es van presentar 36 candidatures.

## Resultats
La participació va ascendir al 63,05%, gairebé quatre punts més que a les eleccions de 1994. Dels vots emesos, el 0,79% va ser nul. Dels vàlids, l'1,69% foren en blanc. El nombre de vots a candidatures fou de 20.808.681.
De les 36 candidatures presentades, només vuit van obtenir representació. La llista més votada va ser la del Partit Popular (PP), quedant PSOE-Progressistes (coalició entre el PSOE i el Partit Democràtic Nova Esquerra) en segon lloc. El PP va mantenir els seus resultats mentre que el PSOE va recuperar gairebé cinc punts respecte a les anteriors eleccions. El PP fou la llista més votada a totes les comunitats autònomes llevat Andalusia, Astúries, Canàries, Catalunya, Extremadura i País Basc. En el tercer lloc va repetir Izquierda Unida, la qual, no obstant això, va perdre la meitat dels seus vots.
Trencant la tendència d'anteriors eleccions, va pujar el nombre de partits representats, passant de cinc a vuit (entre els quals es trobava la nova encarnació de l'esquerra abertzale, Euskal Herritarrok, afavorida per la treva d'ETA i la naixent Coalició Europea, formada principalment per CC i PA i que guanyaria a les Illes Canàries). El bipartidisme es va accentuar novament, en sumar PP i PSOE el 75,07% dels vots, enfront dels 70,91 de les anteriors eleccions europees. Els resultats de les candidatures que van obtenir més de l'1% dels vots van ser els següents: 
| ← Eleccions al Parlament Europeu de 1999 →   |                                    |           |       |         |     |
| Partit                                       | Cap de llista                      | Vots      | %     | Escons  | +/- |
| Partit Populara                              | Loyola de Palacio de Vallelersundi | 8.410.993 | 39,74 | 27 / 64 | 1b  |
| PSOE-Progresistasb                           | Rosa Díez González                 | 7.477.823 | 35,33 | 24 / 64 | 2   |
| Izquierda Unida-Esquerra Unida i Alternativa | Alonso Puerta Gutiérrez            | 1.221.566 | 5,77  | 4 / 64  | 5   |
| Convergència i Unióc                         | Pere Esteve i Abad                 | 937.687   | 4,43  | 3 / 64  | =   |
| Coalició Europea                             | Isidoro Sánchez García             | 677.094   | 3,20  | 2 / 64  | 2   |
| Coalició Nacionalista - Europa dels Pobles   | Josu Ortuondo Larrea               | 613.968   | 2,90  | 2 / 64  | =   |
| Bloc Nacionalista Gallec                     | Camilo Nogueira Román              | 349.079   | 1,65  | 1 / 64  | 1   |
| Euskal Herritarrok                           | Koldo Gorostiaga Atxalandabaso     | 306.923   | 1,45  | 1 / 64  | 1   |
| Els Verds - Les Esquerres dels Pobles        | Antoni Gutiérrez Díaz              | 300.874   | 1,42  | 0 / 64  | Nou |

a Inclou Unió del Poble Navarrès.

b Inclou Partit Democràtic Nova Esquerra.

c Inclou Bloc Nacionalista Valencià i Partit Socialista de Mallorca-Entesa Nacionalista.

### Distribució per Grup Europeu
| Grups | Grups                                                | Partits | Escons | Total | %      |
| ----- | ---------------------------------------------------- | --- | ------ | ----- | ------ |
|       | PPE - Demòcrates Europeus (EPP–ED)                   | - Partit Popular (PP) - Unió del Poble Navarrès (UPN) - Unió (UDC)                                                       | 26 1   | 28    | 43.75  |
|       | Partit dels Socialistes Europeus (PES)               | - PSOE - Partit Democràtic de la Nova Esquerra (PDNI)                                                                    | 22 2   | 24    | 37.50  |
|       | Els Verds - Aliança Lliure Europea (Greens/EFA)      | - Partit Nacionalista Basc (EAJ/PNV) - Eusko Alkartasuna (EA) - Partit Andalusista (PA) - Bloc Nacionalista Gallec (BNG) | 1 1    | 4     | 6.25   |
|       | Esquerra Unida Europea - EVN (GUE/NGL)               | - Esquerra Unida (IU) | 4      | 4     | 6.25   |
|       | Partit Liberal Demòcrata i Reformista Europeu (ELDR) | - Convergència (CDC) - Coalició Canària (CC)                                                                             | 2 1    | 3     | 4.69   |
|       | No-Inscrits (NI)                                     | - Euskal Herritarrok (EH)                                                                                                | 1      | 1     | 1.56   |
|       |                                                      | |        |       |        |
| Total | Total                                                | Total | 64     | 64    | 100.00 |

## Eurodiputats elegits
| N.º | Nom                                          | Llista | Llista      |
| --- | -------------------------------------------- | ------ | ----------- |
| 1   | Loyola Palacio Valle-Lersundi                |        | PP          |
| 2   | Rosa María Díez González                     |        | PSOE        |
| 3   | José María Gil-Robles Gil-Delgado            |        | PP          |
| 4   | José María Obiols i Germà                    |        | PSOE (PSC)  |
| 5   | José Gerardo Galeote Quecedo                 |        | PP          |
| 6   | Francisca Sauquillo Pérez del Arco           |        | PSOE        |
| 7   | Alejo Vidal-Quadras Roca                     |        | PP          |
| 8   | Enrique Barón Crespo                         |        | PSOE        |
| 9   | María del Carmen Fraga Estévez               |        | PP          |
| 10  | María del Carmen Cerdeira Morterero          |        | PSOE        |
| 11  | Mónica María Ridruejo Ostrowska              |        | PP          |
| 12  | Carlos Westendorp y Cabeza                   |        | PSOE        |
| 13  | Alonso José Puerta Gutiérrez                 |        | IU (PASOC)  |
| 14  | Theresa María Zabell Lucas                   |        | PP          |
| 15  | Manuel Medina Ortega                         |        | PSOE        |
| 16  | José Manuel García-Margallo Marfil           |        | PP          |
| 17  | Pere Esteve i Abad                           |        | CiU (CDC)   |
| 18  | José María Mendiluce Pereiro                 |        | PSOE        |
| 19  | José Javier Pomes Ruiz                       |        | PP (UPN)    |
| 20  | Ana Isabel Palacio del Valle-del Lersundi    |        | PP          |
| 21  | Bárbara Dührkop Dührkop                      |        | PSOE        |
| 22  | Alejandro Agag Longo                         |        | PP          |
| 23  | Pedro Aparicio Sánchez                       |        | PSOE        |
| 24  | Encarnación Redondo Jiménez                  |        | PP          |
| 25  | Luis Francisco Berenguer Fuster              |        | PSOE        |
| 26  | Salvador Jové i Peres                        |        | IU (PCE)    |
| 27  | Isidoro Sánchez García                       |        | CE          |
| 28  | Juan Ojeda Sanz                              |        | PP          |
| 29  | Juan de Dios Izquierdo Collado               |        | PSOE        |
| 30  | Josu Ortuondo Larrea                         |        | CN-EP       |
| 31  | Laura de la Paz Mercedes González Álvarez    |        | IU (PCE)    |
| 32  | Fernando Manuel Fernández Martín             |        | PP          |
| 33  | María Elena Valenciano Martínez-Orozco       |        | PSOE        |
| 34  | Jaime Valdivielso de-Cue                     |        | PP          |
| 35  | Carlos Carnero González                      |        | PSOE (PDNI) |
| 36  | Juan Manuel Fabra Vallés                     |        | PP          |
| 37  | María Izquierdo Rojo                         |        | PSOE        |
| 38  | María del Pilar Ayuso González               |        | PP          |
| 39  | Concepciò Ferrer i Casals                    |        | CiU (Unió)  |
| 40  | Alejandro Cercas Alonso                      |        | PSOE        |
| 41  | Íñigo Méndez de Vigo Montojo                 |        | PP          |
| 42  | José Ignacio Salafranca Sánchez-Neyra        |        | PP          |
| 43  | Joan Colom i Naval                           |        | PSOE (PSC)  |
| 44  | Manuel Pérez Álvarez                         |        | PP          |
| 45  | María Rodríguez Ramos                        |        | PSOE        |
| 46  | Pedro Marset Campos                          |        | IU (PCE)    |
| 47  | Cristina García-Orcoyen Tormo                |        | PP          |
| 48  | Miguel Ángel Martínez Martínez               |        | PSOE        |
| 49  | Daniel Luis Varela Suanzes-Carpegna          |        | PP          |
| 50  | María Sornosa Martínez                       |        | PSOE        |
| 51  | María Antonia Avilés Perea                   |        | PP          |
| 52  | Fernando Pérez Royo                          |        | PSOE        |
| 53  | Salvador Garriga Polledo                     |        | PP          |
| 54  | Camilo Nogueira Román                        |        | BNG         |
| 55  | Ana Terrón i Cusí                            |        | PSOE        |
| 56  | Carlos Bautista Ojeda                        |        | CE          |
| 57  | Carlos Bartolomé Ripoll i Martínez de Bedoya |        | PP          |
| 58  | Emilio Menéndez del Valle                    |        | PSOE        |
| 59  | Jorge Salvador Hernández Mollar              |        | PP          |
| 60  | Carles Alfred Gasòliba i Böhm                |        | CiU (CDC)   |
| 61  | Rosa María Miguélez Ramos                    |        | PSOE        |
| 62  | Cristina Gutiérrez-Cortines Corral           |        | PP          |
| 63  | Gorka Knörr Borras                           |        | CN-EP       |
| 64  | Koldo Gorostiaga Atxalandabaso               |        | EH          |